# Al Jarreau
Alwin Lopez "Al" Jarreau (Milwaukee, Wisconsin, 12 maart 1940 – Los Angeles, 12 februari 2017) was een Amerikaans jazz- en popzanger. 
Al Jarreau stond bekend om zijn vaak geïmproviseerde scatzang en het vermogen om muziekinstrumenten met zijn stem na te bootsen, waaronder gitaar en percussie. Hij is de enige zanger die Grammy Awards heeft gewonnen in drie categorieën: jazz, R&B en pop.

## Biografie
Als zoon van een predikant kreeg hij de eerste zangervaringen in het kerkkoor. Hij studeerde eerst psychologie aan het Ripon College, waar hij 's avonds optrad in een zanggroep genaamd "The Indigos". In 1962 studeerde hij af, en ging hij "Vocational Rehabilitation" studeren aan de Universiteit van Iowa. Hierna ging hij werken als welzijnswerker, maar later besloot hij professioneel zanger te worden. In Californië trad hij met een jazztrio, onder leiding van George Duke, op in kleine clubs. Zijn eerste album werd in 1965 uitgebracht. Eind jaren zestig deed hij enkele tv-optredens, waaronder bij Johnny Carson.
In 1975 werd hij ontdekt door een talentscout van Warner Brothers. Datzelfde jaar werd het album We Got By uitgebracht. Het album werd goed ontvangen door critici en geeft hem internationale faam. Ook Glow uit 1976, zijn tweede album, deed het goed. Al Jarreau brak pas echt door met zijn derde album, Look to the Rainbow uit 1977 waarop onder andere een uitvoering van "Take Five" staat. Breakin' Away (1981) is zijn best verkochte album. Op dit album staat de hit "Roof Garden" en het nummer "We're in This Love Together".
Al Jarreau zong en componeerde ook het thema in van de populaire Amerikaanse televisieserie "Moonlighting" en was te horen op "We Are the World" als onderdeel van USA for Africa. In 1996 speelde hij de rol van Teen Angel in een Broadwayversie van Grease. In 2001 kreeg hij een ster op de Hollywood Walk of Fame. Al Jarreau was een regelmatig terugkerende gast op het North Sea Jazz Festival.
In 2007 nam Al Jarreau het album "Givin it up" met George Benson op. Op dit album zong ook Paul McCartney twee nummers mee.  Gezamenlijk maakten Al Jarreau en George Benson in 2008 een wereldtournee en deden ook Azië (o.a. Bangkok in Thailand) aan.
Op 22 juli 2010 raakte hij tijdens zijn tournee door Japan en Europa onwel. In het Franse Gap werd hij met ademhalingsmoeilijkheden in een ziekenhuis opgenomen en de dag erna was de situatie kritiek. Nadat de toen 70-jarige naar een ziekenhuis in Marseille was overbracht verbeterde zijn situatie, die werd toegeschreven aan oververmoeidheid. Hij kreeg longproblemen en hartproblemen en ging het rustiger aan doen.
Begin februari 2017 werd bekend dat Jarreau vanwege gezondheidsredenen met pensioen wilde gaan. Hij was met uitputtingsverschijnselen opgenomen in een ziekenhuis in Los Angeles. Al Jarreau overleed enkele dagen later op 76-jarige leeftijd.

## Discografie

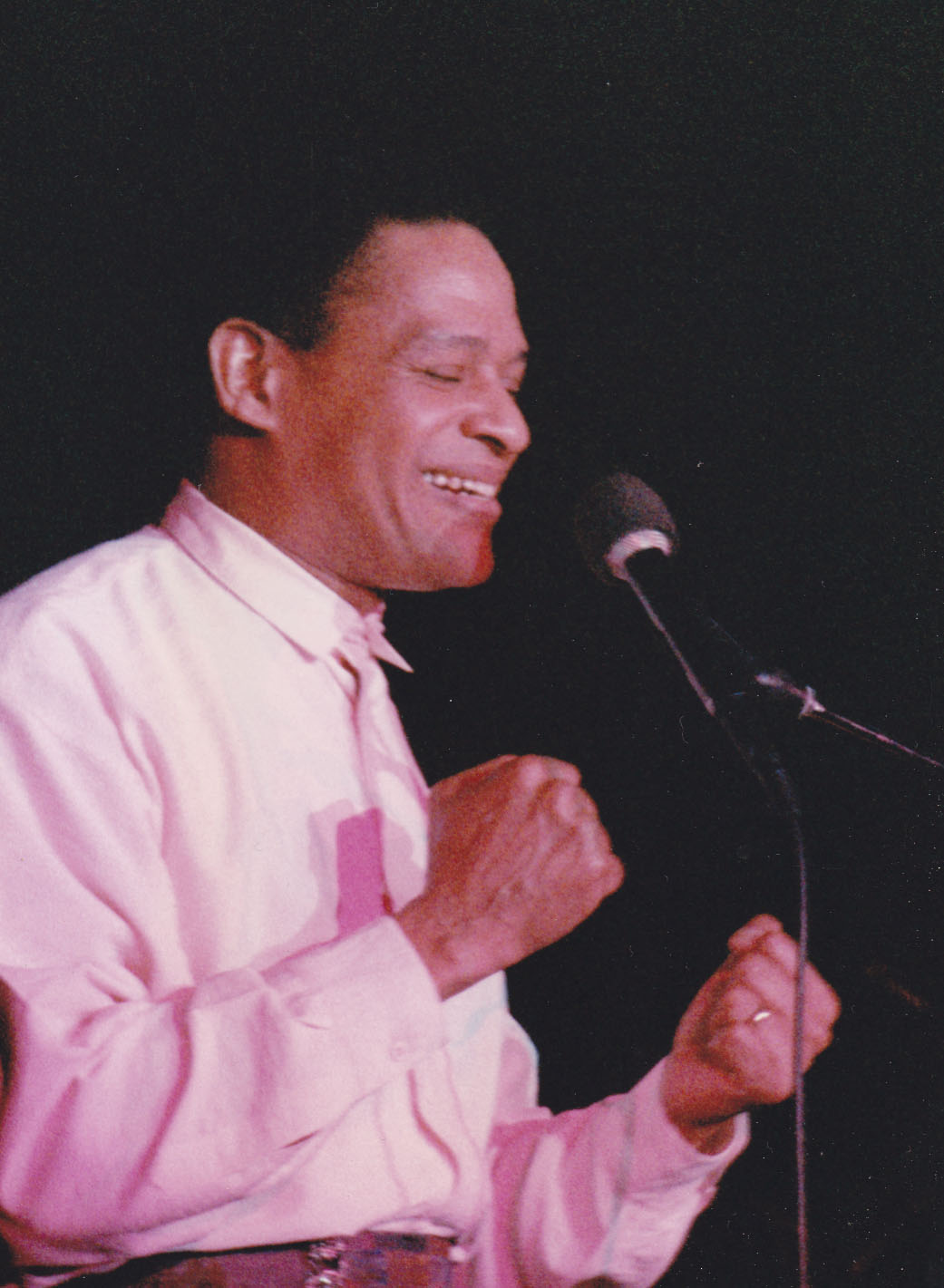
Al Jarreau in 1986.

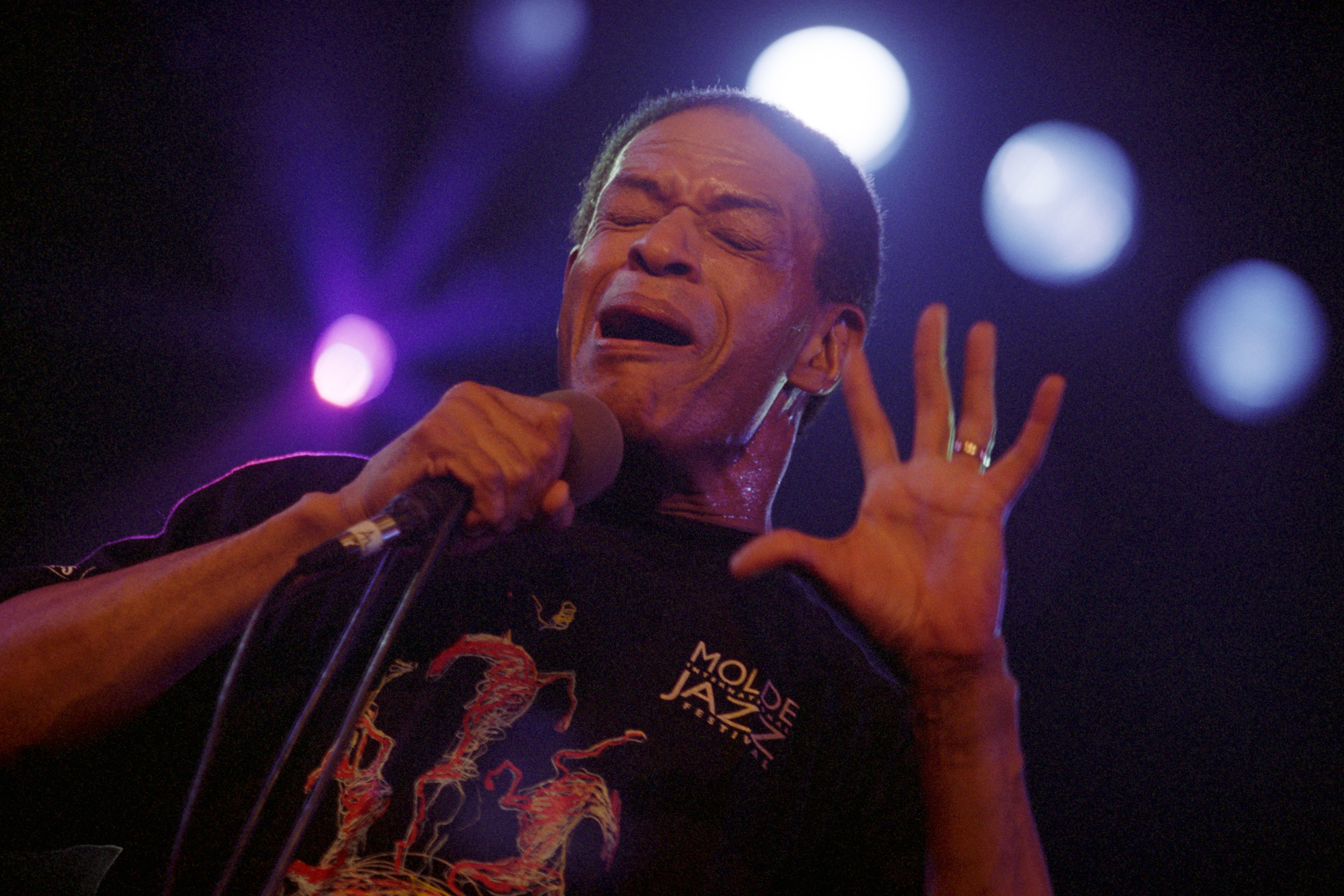
Al Jarreau 1996 in Molde.

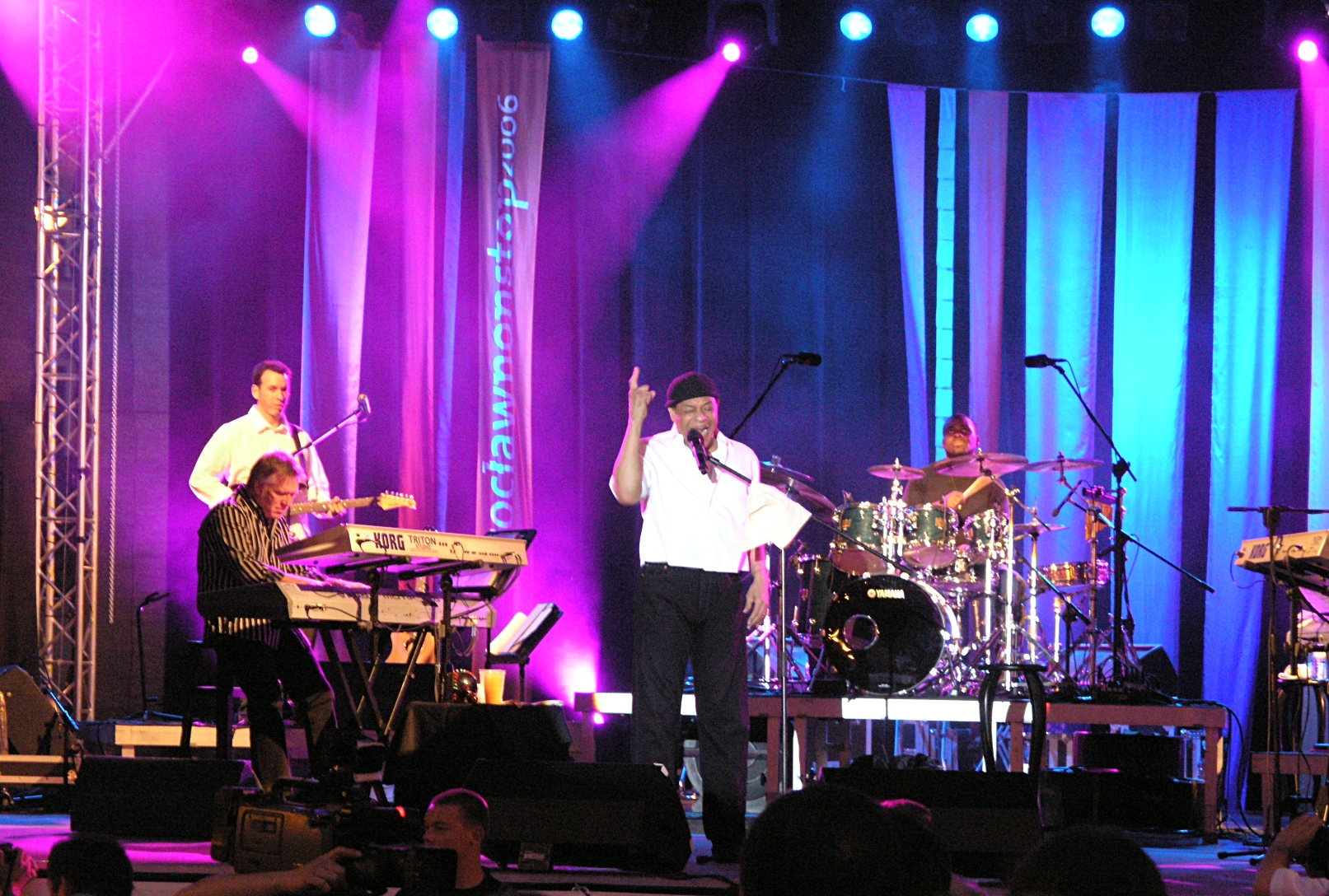
Al Jarreau met band in Wrocław (Polen) in 2006.

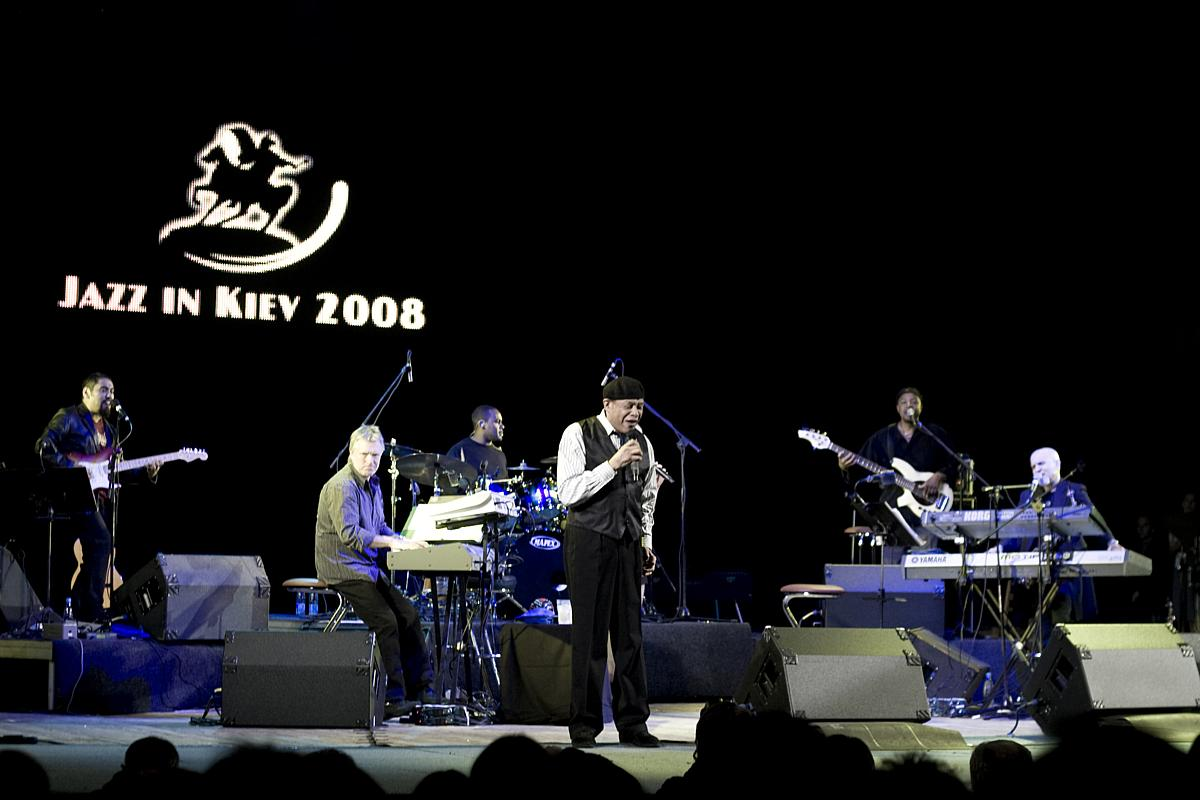
Al Jarreau met band in Kiev (Oekraïne) in 2008.

### Albums
| Album met eventuele hitnotering(en) in de Nederlandse Album Top 100 | Datum van verschijnen | Datum van binnenkomst | Hoogste positie | Aantal weken | Opmerkingen       |
| ------------------------------------------------------------------- | --------------------- | --------------------- | --------------- | ------------ | ----------------- |
| We got by                                                           | 1975                  | -                     |                 |              |                   |
| Glow                                                                | 1976                  | -                     |                 |              |                   |
| Look to the rainbow                                                 | 1977                  | -                     |                 |              | Livealbum         |
| All fly home                                                        | 1978                  | -                     |                 |              |                   |
| This time                                                           | 1980                  | -                     |                 |              |                   |
| Breaking away                                                       | 1981                  | 30-01-1982            | 2               | 23           |                   |
| Jarreau                                                             | 1983                  | 09-04-1983            | 10              | 19           |                   |
| The Masquerade Is Over                                              | 1983                  | -                     |                 |              |                   |
| High crime                                                          | 1984                  | -                     |                 |              |                   |
| In London                                                           | 1985                  | -                     |                 |              | Livealbum         |
| L is for lover                                                      | 1986                  | 13-09-1986            | 36              | 11           |                   |
| The masters                                                         | 1986                  | -                     |                 |              |                   |
| Heart's horizon                                                     | 1988                  | 10-12-1988            | 49              | 7            |                   |
| Heaven and earth                                                    | 1992                  | -                     |                 |              |                   |
| Tenderness                                                          | 1994                  | -                     |                 |              | Livealbum         |
| Best of Al Jarreau                                                  | 1996                  | -                     |                 |              | Verzamelalbum     |
| All or nothing at all                                               | 1998                  | -                     |                 |              |                   |
| All of my love                                                      | 1998                  | -                     |                 |              |                   |
| Tomorrow today                                                      | 2000                  | 26-02-2000            | 93              | 2            |                   |
| All I got                                                           | 23-09-2002            | -                     |                 |              |                   |
| Accentuate the positive                                             | 04-06-2004            | -                     |                 |              |                   |
| Givin' it up                                                        | 24-10-2006            | -                     |                 |              | met George Benson |
| Love songs                                                          | 30-05-2008            | -                     |                 |              | Verzamelalbum     |
| Christmas                                                           | 17-10-2008            | -                     |                 |              |                   |
| The very best of: An excellent adventure                            | 16-10-2009            | -                     |                 |              | Verzamelalbum     |

Al Jarreau, Metropole Orkest 19 juni 2012

### Singles
| Single met eventuele hitnotering(en) in de Nederlandse Top 40 | Datum van verschijnen | Datum van binnenkomst | Hoogste positie | Aantal weken | Opmerkingen                                                                                                  |
| ------------------------------------------------------------- | --------------------- | --------------------- | --------------- | ------------ | --- |
| Roof garden                                                   | 1982                  | 27-02-1982            | 2               | 9            | Nr. 3 in de Nationale Hitparade / Nr. 2 in de TROS Top 50 / Veronica Alarmschijf Hilversum 3                 |
| Boogie down                                                   | 1983                  | 02-04-1983            | 14              | 5            | als Jarreau / Nr. 23 in de Nationale Hitparade / Nr. 34 in de TROS Top 50                                    |
| Mornin'                                                       | 1983                  | 11-06-1983            | 16              | 6            | als Jarreau / Nr. 24 in de Nationale Hitparade / Nr. 18 in de TROS Top 50 / Veronica Alarmschijf Hilversum 3 |
| Day by day                                                    | 1985                  | 30-11-1985            | tip2            | -            | met Shakatak / Nr. 46 in de Nationale Hitparade                                                              |
| Tell me what I gotta do                                       | 1987                  | -                     |                 |              | Nr. 99 in de Nationale Hitparade Top 100                                                                     |

| Single met hitnotering(en) in de Vlaamse Ultratop 50 | Datum van verschijnen | Datum van binnenkomst | Hoogste positie | Aantal weken | Opmerkingen                |
| ---------------------------------------------------- | --------------------- | --------------------- | --------------- | ------------ | -------------------------- |
| Roof garden                                          | 1982                  | -                     |                 |              | Nr. 5 in de Radio 2 Top 30 |

### NPO Radio 2 Top 2000
| Nummer met noteringen in de NPO Radio 2 Top 2000 | '99 | '00 | '01 | '02 | '03 | '04 | '05 | '06 | '07 | '08 | '09  | '10 | '11 | '12  | '13  | '14  | '15  | '16  | '17  |
| ------------------------------------------------ | --- | --- | --- | --- | --- | --- | --- | --- | --- | --- | ---- | --- | --- | ---- | ---- | ---- | ---- | ---- | ---- |
| Roof Garden                                      | 486 | 455 | 395 | 384 | 641 | 613 | 621 | 740 | 390 | 539 | 1104 | 801 | 996 | 1346 | 1486 | 1440 | 1771 | 1572 | 1246 |

1. ↑  Een vetgedrukt getal geeft de hoogste notering aan.
2. ↑  Deze tabel is bijgewerkt tot en met de laatste editie (2024).

- Bibsys: 5044668
- Bibliothèque nationale de France: cb138955906 (data)
- CiNii: DA08051694
- Gemeinsame Normdatei: 11187498X
- International Standard Name Identifier: 0000 0001 1450 5884
- Library of Congress Control Number: n83187910
- MusicBrainz: 3e54ba8b-f4cc-4192-9813-890d570e2b7a
- Nationale Bibliotheek van Tsjechië: xx0036752
- Nationale bibliotheek van Australië: 35639799
- Nationale Bibliotheek van Israël: 987007404801905171
- Nationale Bibliotheek van Polen: a0000003527782
- Nationale en Universitaire bibliotheek Zagreb: 000691009
- Nederlandse Thesaurus van Auteursnamen: 071156690
- Réseau des bibliothèques de Suisse occidentale: 02-A003421421
- Istituto Centrale per il Catalogo Unico: MODV150998
- SNAC: w68p8g8m
- Système universitaire de documentation: 087886820
- Trove: 1024126
- Virtual International Authority File: 85529133
- WorldCat: E39PBJwX679XT6hTMCpt84t7pP